# Раймонд IV де Бо
Раймонд IV де Бо (фр. Raymond IV des Baux, ум. 1340) — принц Оранский с 1314.
Сын Бертрана IV, принца Оранского и Элеоноры Женевской.
Женился Анне Вьеннской, дочери Гига де ла Тур дю Пэн и Беатрисы де Бо (д’Авеллино). Для этого брака понадобилось папское разрешение, данное 28 мая 1317. В 1319 Гиг умер и Анна унаследовала баронию Монтобан, которую они с мужем решили уступить дофину Гигу VIII, в обмен на деньги. Через два года Раймонд продал епископу Валанса и Ди за 15 тыс. вьеннских ливров баронию Шатийон, хотя его отец Бертран IV и его бабка Мальбержона с согласия капитула Ди некогда объявили её неотделимой от княжества.
В 1324 купил замок Кондорсе у графа Фулька де Карита, на условиях, что не будет принимать графского титула, не принесет оммажа никому, даже папе, и что граф может выкупить своё владение за 20 тыс. флоринов.
17 июня 1339 получил от Умберта II, дофина Вьеннского, и Бертрана III де Бо, графа Андрии, во фьеф замок и землю Поэ.

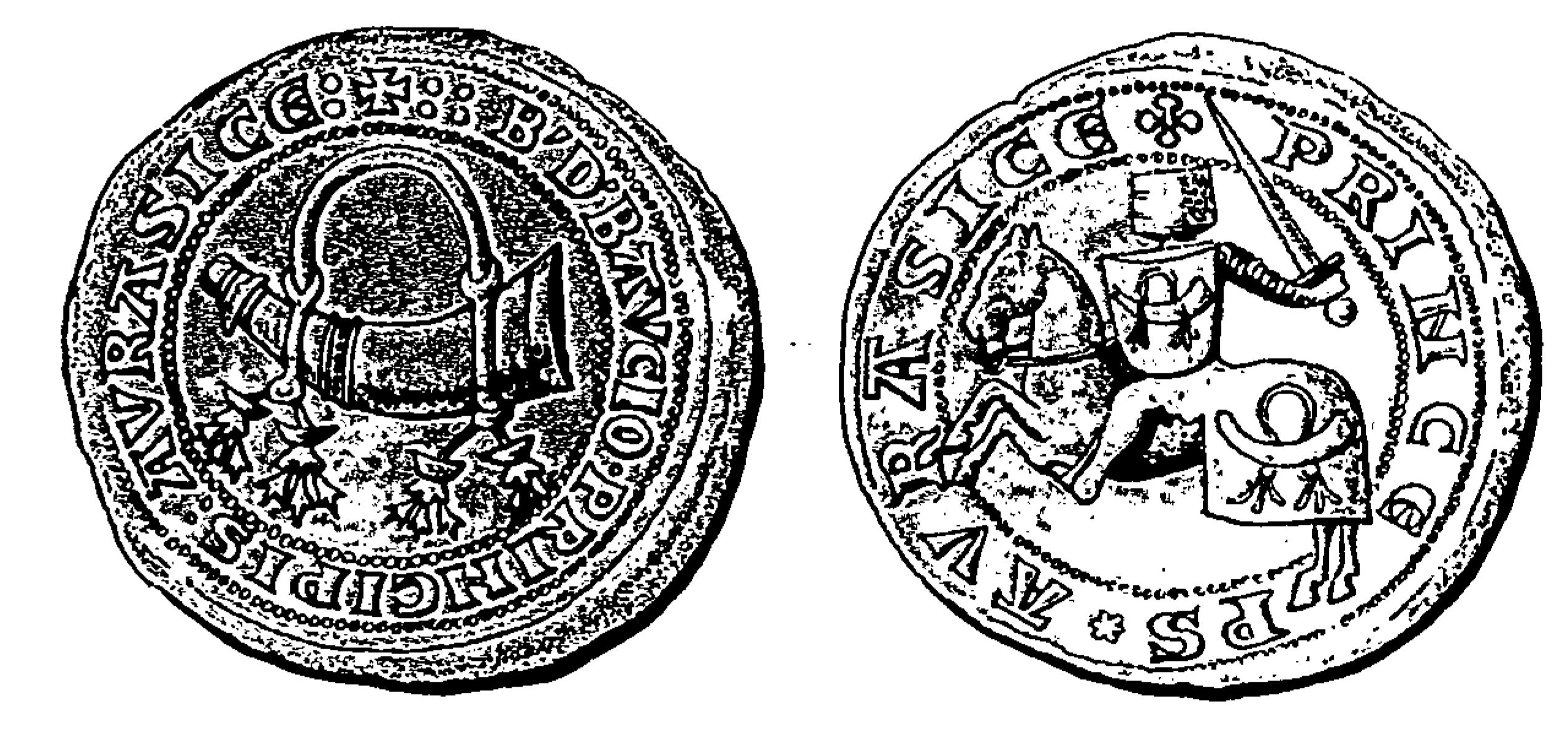
Печать Раймонда IV де Бо

## Семья
Жена: Анна Вьеннская (ум. 1357), дочь Гига де ла Тур дю Пэн, барона де Монтобан, и Беатрисы де Бо (д’Авеллино)
Дети:
- Раймонд V де Бо
- Бертран (ум. 1380), сеньор де Жигонда и де ла Сюз. Жена (8.3.1366): Блонда де Гриньян, дочь Жиро IV Адемара, сеньора де Гриньян.
  - Маргарита, баронесса де Везенобр. Муж: 1) Гильом д’Юзес; 2) Гуго де Салуццо, сеньор де Монтжай.
  - Беатриса. Муж (до 1398): Гильом де Грано, сеньор-соправитель Вальреа
  - Югетта. Муж : 1) (до 1394) Пьер Беллон (ум. до 1405); 2) (до 1405): Дедье, сеньор де Безиньян
- Гиг (ум. до 1390), каноник в Льеже и Реймсе
- Гильом (ум. 1390), сеньор де Кондорсе. Жена: Жирода д’Ансезюн
  - Гильом (ум. 1427), сеньор де Сен-Роман-де-Мальгард
  - Екатерина. Муж: Алеман де Риветт
  - Анетта (ум. до 1428), сеньора д’Ансезюн. Муж: Инель Роллан (ум. до 1428)
- Гидон (Гвидо) (ум. в Испании до 1369)
- Жанетта
- Екатерина
- Маргарита, монахиня
- Элеонора, монахиня
- Тибуржетта, монахиня
- Анетта, монахиня